# Мідраш (караїмська школа)
Мідра́ш (івр. מִדְרָשׁ, означає: вивчення, тлумачення) — початкова караїмська школа, основа традиційної системи караїмського народної освіти. Зазвичай, з давніх часів юдейські школи були при синагогах і називалися бейт мідраш (Bejt midrasz) або бет мідраш (Beth midrash), караїми, як належні послідовники юдаїзму перейняли цей досвід.

## Передумови і назва
В староєврейській мові слово «Мідраш» означає вивчення або тлумачення, а також це є розділ Усної Тори. Розділ Мідраш складається з тлумачень і роз'яснень головних положень єврейського вчення прописаного у Письмовій Торі. Ймовірно, навчаючи своїх дітей релігійних і культурних традицій згідно Тори, караїми повчали їх, розказували своє вчення і в усній формі, що відповідало їхній традиції читання розділу Мідраш. Оскільки ці навчання проходили в кенасах (місця релігійного культу караїмів) то діти і їх батьки могли відокремлювати поняття читання Тори (як релігійний культ) і тлумачення Мідраш (як навчання їхніх дітей). Таким чином, на побутовому рівні, в усній мові караїмів утвердилося додаткове поняття «Мідраш» — навчання дітей азам релігії та звичаїв караїмів.
Водночас, офіційна версія походження назви караїмських початкових шкіл стосується загальноюдейського поняття Бейт-Мідраш (בֵּית מִדְרָשׁ, будинок знань), тобто місце вивчення Тори, Мішни, Талмуду та іншої літератури раввинів. Перша згадка бейт-мідраша міститься в книзі Премудрості Бен-Сіри (51:50), гідно якої це була спеціальна інституція, для всіх хто бажав почути тлумачення Тори з вуст законовчителів. Бейт-мідраш, як центр вивчення Тори (серед дослідників і простолюду), сприяв широкому поширенню культури серед народів і племен, що перейняли юдаїзм. Караїми послідовно дотримуються юдейських вчень, віками ходячи до будинку знань.

## Структура
Караїмський мідраш, зазвичай, знаходився при кенасі. Якщо до XIX століття Віровчення та тлумачення Тори проводили гахани чи проповіники, то потім уже, відповідно навчені караїми займалися підготовкою дітей. В кенасі було відведено окреме приміщення для початкової школи. Діти приходили в наперед зазначені дні (не щодня), в кімнаті були хлопчаки різного віку.
- меламед (івр. ‏מלמד‏ — учитель[2] — караїмський учитель початкової школи (при кенасі або на дому);
- «нонтуки» — учні молодших класів, новачки;
- «дардаки» («азбучники» і «тефсіники») — учні середніх класів (ті що перекладають «Святе Писання»);
- «кальфа» — учні старших класів (часто вже самі навчали молодших).

Знання отримані в мідрашах були поверхові, найнеобхідніші адже це були наче загальні школи (і для бідних). Якщо дитина була здібна то за кошти опікунів вона продовжувала навчання приватно(як і більшість дітей багатих караїмів). Караїмський просвітитель Ілля Казас так описав систему навчання:
|  | Тут не було місця ніякій іншій науці, ні історії, ні географії, ні математиці, ні навіть чотирьом діям арифметики, настільки необхідним в практичному житті. |

Лише з кінця XIX століття, коли меламедами ставало чимало учителів новаторів та й під впливом суспільних процесів (вимоги царських урядовців) в деяких мідрашах додатково давали загальні знання (з арифметики й історії царської сім'ї)
По закінченню мідраша, його вихованці отримували свідоцтво та звання «ріббі» або «ербі» (вчитель, наставник, освічена людина), яке давало можливість учительської та духовної практик в караїмських мідрашах. У свідоцтві вказувалося:
|  | по закінченні курсу наук випускник знає всі правила і догмати по-караїмськи та удостоєний звання реби, тому дозволяеться йому бути вчителем, навчати дітей грамоті, Закону Божому по-караїмськи. |

## Навчання
Навчання в мідрашах тривало 10 років (залежності від здібностей учня), що ускладнювало сам навчальний процес. Навчалися лише хлопчаки, а дівчатам було заборонено (їх вчили домашнім премудростям їх матері, в деяких сім'ях батьки-меламеди)
Незважаючи на намагання караїмських учителів новаторів більшість меламедів не мали педагогічного хисту тому користалися спрощеною програмою викладання: механічне заучування матеріалу (зубріння), схоластика і буквоїдство, тривалі молитви.

### Режим
Організація навчання караїмських дітей була простою, аскетичною. Взагалі не існувало якихось універсальних правил викладання, лише наприкінці XIX століття духовне правління караїмів зуміло взяти під свій контроль програми викладання, складені меламедами конкретно під свою общину.
Навчання відбувалися, зазвичай, у приміщеннях виділених у кенасі. Заняття тривали з 8 ранку і до полудня, а потім з обіду і до вечора. Всі учні перебували одночасно в одному приміщенні і вчитель кожній групі (з 4-ох відділень) намагався приділити час. В класах де кількість дітей була велика доводилося старшим дітям підміняти учителя і пояснювати незрозумілий матеріал молодшим нонтукам. Приміщення не були облаштовані, діти зазвичай сиділи довкола учителя, або ж групами, вмебльовано було бідно і з навчальним матеріалом теж (було обмаль книжок, на відміну від релігійних).

### Покарання
Консервативні караїмські вчителі знеславили караїмську початкову школу через застосування фізичної сили до дітей. Як покарання учням були: ляпаси, удари палицями, колінкування. Б'ючи дітей вчителі вважали, що таким чином виховують в них послух та повагу.
Покарання «Фаланха» — учитель брав дві палиці і зв'язував між собою мотузкою так щоб одна з них зоставалася рухомою. Два старші учні засовували ноги покараного між цими палицями і розтягували мотузки в різні боки щоб затиснути його ноги. Потім учитель-інквізитор кизиловим прутом лупцював учня. Екзекуцію продовжували старші учні які били невдаху прутом по тілу або п'ятах на очах решта дітей.
Покарання «Тілбруч» — діти, які неправильно вимовляли фрази з молитви, вважалися такими що принижують свою мову. За такі проступки дитині двома срібними монетами притискали язик і скручували його, вважаючи що виправляють вимову дитини. Крім того за найменшу провину дитину на кілька годин ставили на коліна, але перед ним накладали гострого каміння.

## Кількість
В караїмській культурі впродовж віків прийнято було віддавати своїх хлопчаків на навчання, найчастіше це відбувалося шляхом приватних уроків. З часом, коли караїмська спільнота більше організовувалася та ставала більшою поставало питання якості навчання (бо мала кількість учителів-меламудів не могла осягнути велику кількість охочих надати знання своїм дітям). Тому у великих громадах почали виділяти невеликі приміщення у кенасах заради навчання там дітей. До XIX століття офіційно не велися статистичні дані, тому прийнято вважати, що лише в декількох громадах було організовано початкові школи — мідраш.
А вже 1848 році, згідно з інформацією з «Військово-статистичним оглядачем Російської імперії», на 3400 караїмів Таврійської губернії припадало 15 мідрашів (з 470 дітьми). З них в самій Євпаторії було 7 (з 8 меламудами і 255 учнями); в Чуфут-Кале — 1 (1 меламуд, 80 учнів); у Феодосії — 1 (1 меламуд, 45 учнів); в Перекопі — 1 (1 меламуд, 35 учнів); в Бахчисараї — 1 (1 меламуд, 30 учнів); у Сімферополі — 1 (1 меламуд, 4 учні) і в Севастополі — (1 меламуд, 4 учні). Тоді як в Херсонській губернії було лише початкові школи караїмів були лише в Одесі, Миколаєві і Херсоні (з 5 меламудами, 63 учнями).
Динаміку зростання зацікавленості караїмів у навчанні їх дітей показали дані за 1861 рік, оприлюднені Таврійським і Одеським караїмським духовним правлінням. Назагал у Російській імперії проживало тоді 6026 караїмів, обидвох статей, і для їх дітей відкрито було 26 початкових караїмських шкіл. Але найбільшою караїмською спільнотою була Таврійсько-Кримська, яка налічувала 4957 осіб, які навчали своїх 458 дітей в 20 меламудів у 17 мідрашах та 4 молитовних будинках. А найбільша кількість шкіл, 8 мідрашів, було в новому духовному центрі караїмів — Євпаторії.
А в часи розквіту караїмської спільноти (кінець XIX століття і початок XX століття) ця кількість мідрашів і, особливо, учнів та меламудів збільшилась на порядок. Крім того зросла якість викладання в цих караїмських школах, адже було утворено чимало приватних шкіл, були й училища, які надавали й готували кваліфікованих викладачів. А ще чимало здібних караїмів студентів-випускників повернулися зі столичних та губернських університетів і також ділилися знаннями із караїмськими дітьми.

## Вчителі
Чимало відомих караїмських проповідників були знаними меламедами. З часом, коли кількість шкіл зросла, вчити дітей доручали фахівцям з Вчення віри, яких навчали в духовних училищах (Олександрійське духовне караїмське училище) або в приватних школах. Кожна територіальна спільнота караїмів, з покоління в покоління, передає історії про своїх шанованих вчителів:
- Аарон Старший га-Рофе бен Йосеф - караїмський учитель, вчений, філософ-богослов, екзегет, правники, письменник, літургійний поет і лікар.
- Ілля Казас — караїмський учитель-просвітитель, вчений, правник
- Арон Катик — караїмський учитель, вчений, поет, драматург, релігійний діяч[11].
- Самуїл Соломонович Фіркович — батько Авраама Фірковича (який і передав чимало знань синові)
- Ельяшевич Борис Саадьєвич — караїмський учитель, вчений, релігійний і суспільний діяч
- Цефанія бен Мордехай
- Ісаак бен Шеломо
- Султанський Мордехай Йосифович
- Леві-Бабович Товія Симович

Оплата праці вчителя караїмської початкової школи не була надто високою і залежала від статків його учнів. Коли ж системою мідрашів було охоплено усю караїмську спільноту, духовне правління караїмів утвердило певну процедуру оплати праці меламеда: за рахунок коштів місцевих караїмських спільнот (в середньому, меламед отримував "жалування" від 300 до 600 рублів на рік). Відомі вчителі мали більшу оплату(доходило і до 1200 рублів) оскільки вони були вченими і теологами то вони мали ще приватну практику у багатих караїмів.
Додатковою доплатою за свій учительський талант меламеди отримували в часи святкування свята Пурим (14-го і 15-го адар за караїмської календарем, тобто, в лютому-березні). В ці дні учні ходили від хати до хати (караїмської), співаючи «агават пурим», збирали кошти для своїх вчителів. Крім того батьки учня щороку були зобов'язані дарувати учителю подарунки за навчання їхніх дітей.